# Polymerus cognatus
Polymerus cognatus är en insektsart som först beskrevs av Franz Xaver Fieber 1858.  Polymerus cognatus ingår i släktet Polymerus och familjen ängsskinnbaggar. Arten är reproducerande i Sverige. Inga underarter finns listade i Catalogue of Life.